# کاریرو
کاریرو (به پرتغالی: Careiro) یک منطقهٔ مسکونی در برزیل است که در آمازوناس (برزیل) واقع شده‌است. کاریرو ۶٬۰۹۲ کیلومتر مربع مساحت و ۳۸٬۳۴۸ نفر جمعیت دارد.